# 楊汝偕
楊汝偕（?—?），貴州省大定府畢節縣人，清政治人物、同進士出身。
光緒三年（1877年）丁丑科進士，三甲三十八名；光绪三年五月，經吏部掣簽，授即用知縣，后官四川太平知縣。
纂光绪《太平县志》。